# 巫山
巫山（ふざん）は中国・重慶市巫山県と湖北省の境にある名山。長江が山中を貫流して、巫峡を形成する。山は重畳して天日を隠蔽するという。巫山十二峰と言われ、その中で代表的なものに神女峰がある。
巫山は四川盆地の東半部に多数平行して走る褶曲山脈の中でも最も大きく最も東にある山脈で、四川盆地の北東の境界に北西から南東へ走る褶曲山脈の大巴山脈へと合わさってゆく。長さは40km余り、主峰の烏雲頂は海抜2,400mに達する。

## 巫山神女の伝承
楚の宋玉の「高唐賦」（『文選』所収）序に、楚の懐王が高唐（楚の雲夢沢にあった台館）に遊んだ際、疲れて昼寝していると、夢の中に「巫山の女（）」と名乗る女が現れて王の寵愛を受けた、という記述がある。彼女は立ち去る際、王に「私は巫山の南の、険しい峰の頂に住んでおります。朝は雲となり、夕べは雨となり（旦為朝雲、暮為行雨）、朝な夕な、この楼台のもとに参るでしょう」と告げた。
この故事から、「巫山の雲雨」あるいは「朝雲暮雨」は、男女が夢の中で契りを結ぶこと、あるいは男女の情交を意味する故事成語として用いられるようになった。なお、雲夢沢は現在の湖北省武漢市から荊州市にかけての長江北岸一帯にあった沼沢地で、巫山とは離れすぎているため、この賦の舞台は現在の巫山ではなく、現在の湖北省漢川市の南方である、とする説もある。
神女の素性について、『文選』所収の「高唐賦」では自ら単に「巫山之女」と名乗るだけであるが、『文選』所収の江淹「別賦」李善注に引く「高唐賦」、および江淹「雑体詩」李善注に引く『宋玉集』では、帝の季女（末娘）で、名を瑤姫といい、未婚のまま死去して巫山に祀られたと説明されている。また、李善の引用する『襄陽耆旧伝』では、瑤姫は赤帝（炎帝神農）の末娘とされている。後代の伝承であるが、後蜀の杜光庭の『墉城集仙録』では、雲華夫人こと瑤姫は西王母の第23女で、禹の后となったとされる。中華民国の学者・聞一多は、この伝承を詳細に分析し、高唐神女は本来は楚の始祖女神であって、高唐神女、夏の始祖・女媧、禹の后・塗山氏、殷の始祖・簡狄は、もともと同一の伝承から分化したものではないか、と推測している。

## 脚注

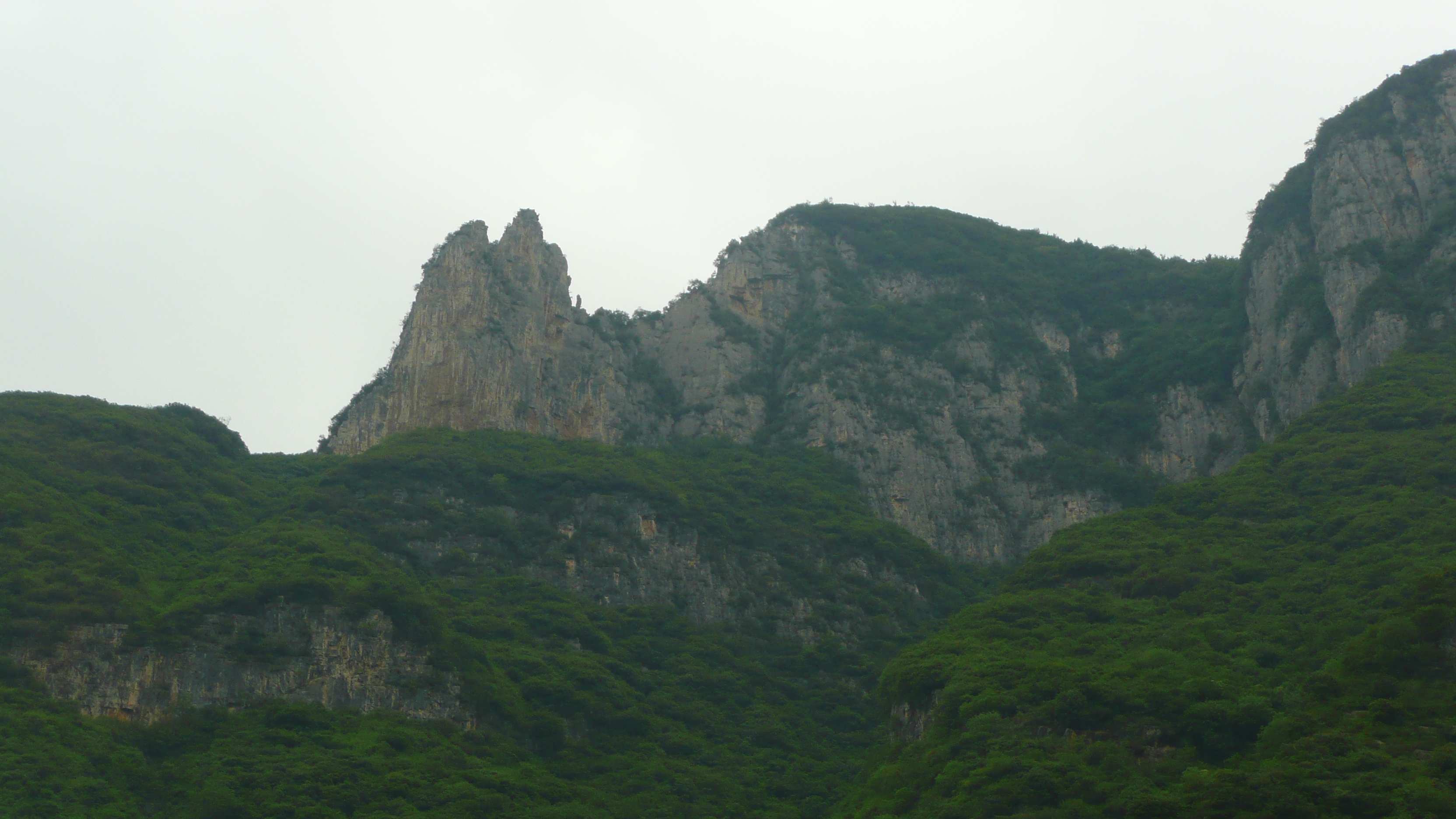
巫峡十二峰の一つ、神女峰